# 吉見健士
吉見 健士（よしみ けんじ）は、日本のテレビプロデューサー。神奈川県出身。2021年6月より共同テレビジョン（共テレ）取締役 制作センター 第3制作担当。

## 略歴
元々は雑誌編集者だったが、転職して共同テレビの子会社であるベイシスに入社。同社社員の立場でフジテレビの広報を5年間務めた。その後プロデューサーに転じるが、諸事情からタレントのマネージャー業も兼務する状態だった。後に共同テレビに移り、同社第3制作部所属。
元々はバラエティ畑の人間だったが、『孤独のグルメ』以降は主に深夜ドラマ、特に食をテーマとする作品（所謂「夜食テロ」を引き起こす作品）のプロデュースを多く手掛けている。

## 人物
大の銭湯好きで、本人曰く「喫茶店代わりに週4ペースで通っていた」とのこと。『昼のセント酒』のプロデュースはその際の経験が生きているという。

## 主な担当作品

### NHK
- 本棚食堂

### フジテレビ
- MANNINGEN
- 背徳の夜食（東海テレビ）

### テレビ東京
- 孤独のグルメ
- しまじろうのわお!（TSC）
- めしばな刑事タチバナ
- 昼のセント酒
- 日本ボロ宿紀行
- ひねくれ女のボッチ飯
- こどものグルメ

### TOKYO MX
- 食の軍師

### 中京テレビ
- スーパーのカゴの中身が気になる私

### BSジャパン・BSテレ東
- 文豪の食彩

### テレ朝チャンネル
- ワハハ本舗の地球で1番おもしろいTV

### Netflix
- 野武士のグルメ